# Kirchdorf (Hallertau)
Kirchdorf ist eine Gemeinde im niederbayerischen Landkreis Kelheim. Sie ist die kleinste in der Kommune.

## Geografie
Kirchdorf liegt in der Hallertau.
Es gibt sieben Gemeindeteile (in Klammern ist der Siedlungstyp angegeben):
- Allhofen (Weiler)
- Allmersdorf (Dorf)
- Hapfendorf (Einöde)
- Jauchshofen (Weiler)
- Kirchdorf (Pfarrdorf)
- Mantelkirchen (Dorf)
- Pickenbach (Dorf)

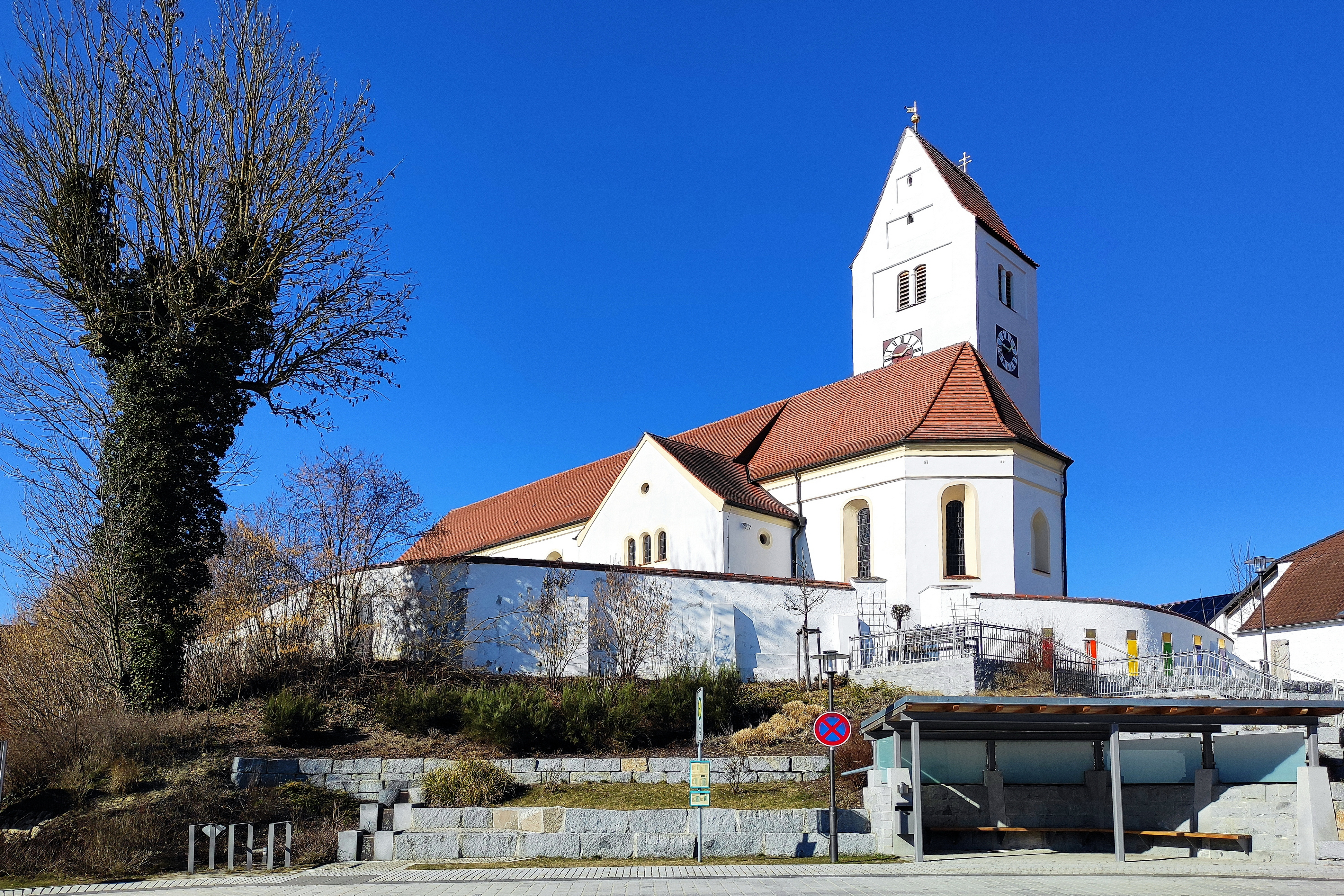
Dorfplatz mit Pfarrkirche St. Elisabeth

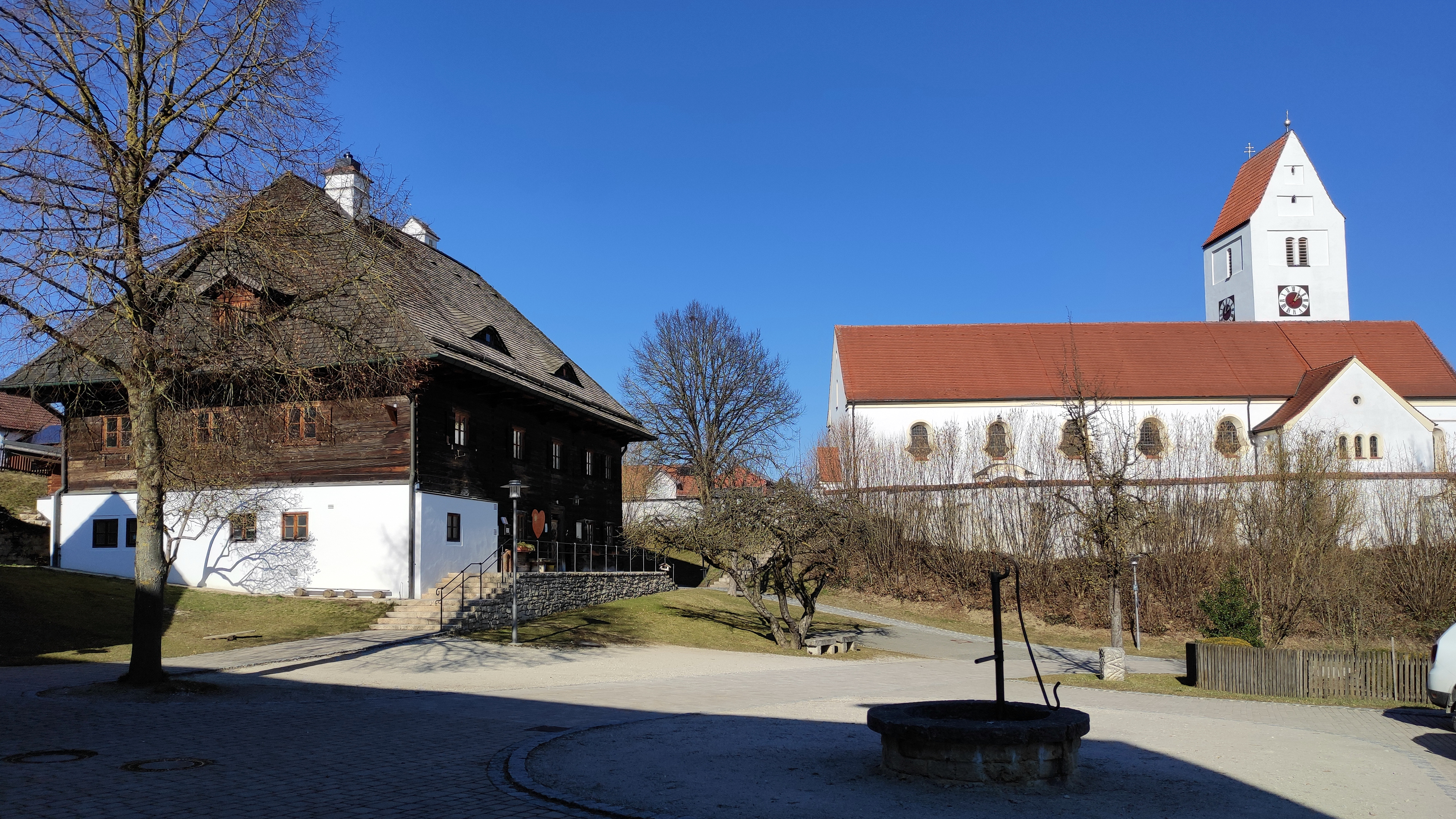
Pfarrkirche St. Elisabeth mit ehemaligen Pfarrhof

Es gibt nur die Gemarkung Kirchdorf.

## Geschichte

### Bis zur Gemeindegründung
Kirchdorf wird erstmals zwischen 1075 und 1085 erwähnt. Zur Unterscheidung von anderen Orten dieses Namens wurde 1434 „bej der Abens“ hinzugefügt. Im 11. Jahrhundert schenkte Bischof Otto von Riedenburg Besitz in Kirchdorf an das Regensburger Kloster St. Paul. Die Grafen von Perusa waren im 18. Jahrhundert bis 1785 Grund- und Niedergerichtsherren in der Hofmark. Kirchdorf gehörte zum Rentamt Straubing und zum Landgericht Abensberg des Kurfürstentums Bayern.
Im Zuge der Verwaltungsreformen in Bayern entstand mit dem Gemeindeedikt von 1818 die heutige politische Gemeinde.

### Einwohnerentwicklung
Im Zeitraum 1988 bis 2018 stieg die Einwohnerzahl von 734 auf 933 um 199 Einwohner bzw. um 27,1 %.
| Jahr | Einwohner |
| ---- | --------- |
| 1961 | 712       |
| 1970 | 710       |
| 1987 | 735       |
| 1991 | 773       |
| 1995 | 811       |
| 2000 | 887       |
| 2005 | 898       |
| 2010 | 885       |
| 2015 | 910       |

## Politik

### Gemeinderat
Die Gemeinderatswahl 2020 ergab folgende Stimmenanteile und Sitzverteilungen:
- CSU: 37,48 % (3 Sitze)
- Unabhängige Wählergemeinschaft (UW): 62,52 % (5 Sitze)

### Bürgermeister
Ehrenamtlicher Bürgermeister war ab Mai 2008 Alfred Schiller (UW). Dieser wurde, trotz Suspendierung im Jahr 2016, im März 2020 mit 83 Prozent der Stimmen im Amt bestätigt. Schließlich wurde er per Gerichtsurteil des Amtes enthoben. Die Neuwahl fand am 26. September 2021 statt, in der Franz Huber (UWG) als Sieger hervorging.

### Wappen
| Wappen Gem. Kirchdorf | Blasonierung: „Gespalten von Gold und Blau; vorne ein schwarzgekrönter schwarzer Löwe, hinten ein schräglinkes silbernes Schwert, oben beseitet von einer silbernen heraldischen Rose mit goldenem Butzen und goldenen Kelchblättern.“ |
| Wappen Gem. Kirchdorf | Wappenbegründung: Der schwarze Löwe ist das Wappenbild der 1799 ausgestorbenen Grafen von Perusa, die im 18. Jahrhundert (bis 1785) als Grund- und Niedergerichtsherren in der Hofmark Kirchdorf großen Einfluss hatten; das Wappenbild steht stellvertretend für die weiteren adligen Besitzer der Hofmark, die für die Geschichte des Gemeindegebiets wichtig waren. Das Schwert, hier als Attribut des heiligen Paulus, erinnert an die Schenkung von Besitz in Kirchdorf an das Kloster St. Paul in Regensburg durch Bischof Otto von Regensburg im 11. Jahrhundert. Die silberne Rose weist auf die Kirchenpatronin von Kirchdorf, die heilige Elisabeth von Thüringen, hin. Dieses Wappen wird seit 1984 geführt. |

### Verwaltung
Die Gemeinde ist Mitglied der Verwaltungsgemeinschaft Siegenburg.

## Baudenkmäler
- Die Pfarrkirche St. Elisabeth hat einen spätgotischen Chor. Der im Kern mittelalterliche Turm entstand um 1600, das Langhaus mit Ausstattung um 1750. An der Kirchhofmauer befinden sich Grabdenkmäler des 17. bis 19. Jahrhunderts und ein Öbergrelief von etwa 1480.
- Der alte Pfarrhof, ein zweigeschossiger Blockbau mit Walmdach, wurde im 18. Jahrhundert erbaut.

## Wirtschaft
2023 gab 95 sozialversicherungspflichtig Beschäftigte am Arbeitsort, 445 sozialversicherungspflichtig Beschäftigte am Wohnort und 8 Arbeitslose. Im verarbeitenden Gewerbe gab es keinen Betrieb, im Bauhauptgewerbe drei Betriebe. 2020 bestanden 34 landwirtschaftliche Betriebe mit einer landwirtschaftlich genutzten Fläche von 1145 ha.

## Bildung
2024 gab es folgende Einrichtungen:
- Kindergarten mit 28 Kindern